# Dirección General de Relaciones Culturales
La Dirección General de Relaciones Culturales de España fue un órgano directivo dependiente del Ministerio de Asuntos Exteriores encargado de coordinar la acción cultural en el exterior. Fue concebida con el fin declarado de «dar amplio cauce a la expansión de la cultura española en el extranjero y velar especialmente por el mantenimiento de nuestros vínculos espirituales con los pueblos hermanos de América».
Existió entre 1945 y 2008, cuando sus funciones pasaron a la Dirección de Relaciones Culturales y Científicas de la Agencia Española de Cooperación Internacional para el Desarrollo (AECID).

## Historia
Su nacimiento remite al período inmediatamente posterior al fin de la Segunda Guerra Mundial. Algunos autores, como el catedrático Antonio Niño Rodríguez, consideran su creación en 1945 una imitación del organismo francés de la Direction Générale des Relations Culturelles, aunque ya existían en el Ministerio de Estado español órganos con tal denominación y funciones con anterioridad, a saber: la Oficina de Relaciones Culturales, creada en 1921 o la Junta de Relaciones Culturales. La Junta de Relaciones Culturales (JRC) era por aquel entonces una suerte de organismo fantasma con sus competencias asumidas por otras secciones del Ministerio. Su primer director general fue Enrique Valera y Ramírez de Saavedra, marqués de Auñón, jefe hasta entonces de la Sección de Relaciones Culturales (SRC).
La DRGC fue reorganizada en abril de 1951, creándose una nueva sección de Política Cultural Europea. En 1989 cambió de denominación, pasando a llamarse Dirección General de Relaciones Culturales y Científicas.
Se suprimió de forma definitiva en 2008, cuando entró en pleno funcionamiento los nuevos órganos de la AECID que asumieron las funciones en el ámbito de la acción cultural.

## Directores generales
|    | NOMBRE                                                                                  | DESDE      | HASTA      |
| -- | --------------------------------------------------------------------------------------- | ---------- | ---------- |
| 1  | Enrique Valera y Ramírez de Saavedra, Marqués de Auñón y de Villasinda                  | 10/01/1946 | 13/12/1947 |
| 2  | Carlos Cañal y Gómez-Imaz, Marqués de Saavedra                                          | 26/12/1947 | 02/02/1951 |
| 3  | Juan Pablo de Lojendio e Irure, Marqués de Vellisca                                     | 02/02/1951 | 25/04/1952 |
| 4  | Luis García de Llera y Rodríguez                                                        | 14/06/1952 | 22/04/1955 |
| 5  | Antonio Villacieros y Benito, Conde de Villacieros                                      | 22/04/1955 | 18/10/1957 |
| 6  | José Miguel Ruiz Morales                                                                | 18/10/1957 | 15/11/1962 |
| 7  | Alfonso de la Serna y Gutiérrez-Répide                                                  | 29/11/1962 | 28/12/1967 |
| 8  | Gonzalo Fernández de la Mora y Mon (Subdirector General)                                | 29/02/1968 | 31/10/1969 |
| 9  | Antonio Poch y Gutiérrez de Caviedes (Delegado Especial para las Relaciones Culturales) | 29/02/1968 | 10/01/1969 |
| 10 | José Pérez del Arco y Rodríguez                                                         | 06/03/1970 | 04/02/1972 |
| 11 | Enrique Thomás de Carranza y Luque                                                      | 04/02/1972 | 21/04/1972 |
| 12 | José Luis Messía y Jiménez, Marqués de Busianos                                         | 21/04/1972 | 23/01/1976 |
| 13 | Alfonso de la Serna y Gutiérrez-Répide                                                  | 23/01/1976 | 27/08/1977 |
| 14 | Amaro González de Mesa y García San Miguel                                              | 21/12/1977 | 25/01/1983 |
| 15 | Miguel Ángel Carriedo Mompín                                                            | 25/01/1983 | 13/02/1985 |
| 16 | Mariano Alonso-Burón y Aberasturi                                                       | 05/06/1985 | 24/09/1985 |
| 17 | Antonio Senillosa Cros                                                                  | 24/09/1985 | 18/03/1987 |
| 18 | Miguel Antonio Arias Estévez                                                            | 18/03/1987 | 12/04/1991 |
| 19 | Delfín Colomé Pujol                                                                     | 12/04/1991 | 17/05/1996 |
| 20 | Santiago Cabanas Ansorena                                                               | 17/05/1996 | 30/04/1998 |
| 21 | Antonio Núñez García-Sauco                                                              | 30/04/1998 | 19/05/2000 |
| 22 | Rafael Rodríguez-Ponga Salamanca                                                        | 19/05/2000 | 20/04/2001 |
| 23 | Jesús Silva Fernández                                                                   | 27/04/2001 | 07/05/2004 |
| 24 | Alfons Martinell Sempere                                                                | 07/05/2004 | 04/07/2008 |